# Şakiro
 (décembre 2023).
Şakir Deniz, connu sous le nom de Şakiro, était un dengbej kurde né à Zedikan en 1936. Parmi les Kurdes, il est connu sous le nom de « Kewê Ribat » (la perdrix de Rabat) ou « Şahê Dengbêjan » (le roi des dengbejs). Şakiro (Şakir Deniz) est l'un des élèves de « Resoyê Gopala ». Il est également connu sous le nom de « Şakirê Mezin » (Şakir le grand) ou « Şakirê Bedih ».
Obligé de fuir sa ville de naissance, il fut exilé à Adana avec sa famille en 1959 jusqu'en 1966. Sakrio et sa famille retournent à Muş en 1966 et s'installent 2 ans plus tard à Karayazı, Erzurum.
Şakiro est décédé à Izmir en 1996. Sa tombe se trouve au cimetière central d'Izmir Altındağ. Il a répondu ainsi au journaliste qui souhaitait l'interviewer avant sa mort :
Je suis en colère contre les Kurdes. Les Kurdes ne protègent pas leurs trésors que sont leurs Dengbejs. Regardez les Turcs, ils avaient Aşık Veysel et ont su s'en occuper. Ils l'ont fait connaitre au monde entier. Nous avions Reso. Notre maitre à tous ,il est mort de faim. Maintenant, dites-moi, comment dois-je vous parler et vous ouvrir mon cœur ?
Şakiro, est l'oncle d' Özcan Deniz, et a eu un total de 6 enfants de ses deux épouses.